# Pier Gianni Prosperini
Pier Gianni Prosperini (Vicenza, 7 ottobre 1946) è un politico italiano.

## Biografia
Prosperini ha svolto il servizio militare tra gli Alpini paracadutisti come ufficiale medico.
È coniugato con l'avvocatessa Arnalda Mortera Levi e ha una figlia di nome Francesca Maria, psicologa.
È laureato in Medicina e Chirurgia, specializzato in dermatologia e venereologia e idrologia medica. Ha conseguito una seconda laurea in Lingue e Letterature Straniere.
Ha praticato la boxe, sport del quale è un grande appassionato: nel 1968 partecipò ai campionati italiani dilettanti. Ha continuato a praticare la disciplina fino agli anni recenti, anche pubblicando sul suo sito internet personale alcuni video di incontri sostenuti.

### Attività politica
Prosperini ha fondato il circolo di AN "Nordestra - La forza del Nord".

#### Consigliere Comunale e Assessore
Militante del Movimento Sociale Italiano - Destra Nazionale fino al 1990, in quell'anno lascia il partito e aderisce alla Lega Lombarda di Umberto Bossi, poi divenuta Lega Nord nel 1991, per la quale viene eletto consigliere comunale a Milano. Tuttavia presto iniziano alcuni dissapori col partito, tanto che nel 1992 avviene la rottura definitiva con il movimento di Bossi e aderisce alla Lega Nuova, la scissione leghista guidata dal presidente della Lega Franco Castellazzi (consigliere regionale uscito dal partito nel 1991). Come esponente del nuovo soggetto politico entra in giunta comunale di Milano, guidata dall'ex comunista Giampiero Borghini, come assessore all'Educazione, Protezione Civile e Lavori Pubblici.

#### Candidato PSDI alle elezioni politiche 1992
Per le elezioni politiche del 1992 la Lega Nuova stringe un accordo elettorale con il Partito Socialista Democratico Italiano (PSDI). Prosperini è così candidato alla Camera nella circoscrizione Milano-Pavia direttamente nella lista PSDI (671 preferenze) e al Senato in Lombardia nella lista unitaria PSDI-Lega Nuova (2.508 preferenze) senza risultare eletto.

#### Tra Lega Alpina Lumbarda e Alleanza Nazionale
Dopo la fine della giunta Borghini nel 1993 si avvicina prima alla Lega Alpina Lumbarda, con la quale è candidato senza successo alla carica di sindaco di Milano, poi ad Alleanza Nazionale, alla quale aderisce. Alle elezioni politiche del 1994 è candidato alla Camera in un collegio di Milano per AN (che era fuori dalla coalizione del Polo delle Libertà che comprendeva al nord Forza Italia - Lega Nord - CCD), non risultando eletto.
Ritorna in consiglio comunale a Milano nel 1997 per Alleanza Nazionale.

#### Consigliere regionale di AN in Lombardia
Eletto in Consiglio regionale della Lombardia nel 1995, è stato presidente della commissione sviluppo economico, caccia, pesca, immigrazione. Riconfermato nel 2000, è stato fino al 2005 vicepresidente del consiglio regionale e componente della commissione sviluppo economico e della commissione speciale per lo Statuto della Regione Lombardia, oltre che membro della consulta regionale per i rapporti con le università e della consulta regionale per la navigazione del Lago di Garda.
Dal 2005 è assessore ai Giovani, Sport, Promozione Attività Turistica della Giunta guidata da Roberto Formigoni.
Per fatti commessi durante il suo mandato, è stato arrestato per corruzione e turbativa d'asta, accuse per le quali ha patteggiato una pena di 3 anni e 5 mesi, più 1500 euro di multa. Ulteriori indagini sono in corso a proposito di accuse di traffico d'armi verso l'Eritrea.

### Il presunto tentativo di suicidio
Il 25 marzo 2010 Pier Gianni Prosperini ha compiuto dei gesti autolesionistici e ha scritto una lettera alla figlia in cui, secondo parte della stampa, avrebbe parlato di una "persecuzione giudiziaria" nei suoi confronti.
Il gesto autolesionistico di Prosperini non era tale da metterlo in pericolo di vita. I tagli autoinferti avevano cessato di sanguinare autonomamente e, trasportato in ospedale, le sue condizioni sono state giudicate come un "codice verde", quindi senza nessun rischio..

## Prese di posizione e controversie
(Prosperini, Calendario 2009)
Sulle copertine dei suoi calendari si definisce «Baluardo della Cristianità, Flagello dei centri sociali e condottiero del Nord» nonché «Difensore della Fede, Eradicatore dei No Global, Protettore del nord».
Si è sempre caratterizzato per posizioni molto nette nei confronti degli immigrati, in particolare di quelli islamici (nelle sue dichiarazioni era ricorrente l'espressione dialettale lombarda ciapa el camel e te turnet a cà, cioè "prendi il cammello e torni a casa", per invitare ad un rimpatrio forzato degli immigrati), così come del riconoscimento legale delle unioni di fatto.

### Sugli omosessuali
Polemica c'è stata per delle sue dichiarazioni rilasciate al Giornale a proposito di una manifestazione a favore dei DICO: «Non ho niente contro di loro. Convivano pure. Ma l'omosessualità è una devianza. Quindi niente famiglia e niente adozioni. Il gay dichiarato non può essere né insegnante, né militare, né istruttore sportivo». Poi riferito al manifestante che esponeva una caricatura del Papa, «Ha visto il fotomontaggio di Benedetto XVI con il dito alzato? Ci provino con la faccia di Maometto se hanno i coglioni! Garrotiamoli, ma non con la garrota di Francisco Franco. Alla maniera degli Apache: cinghia bagnata legata stretta attorno al cranio. Il sole asciuga il laccio umido, il cuoio si ritira, il cervello scoppia». In seguito ha sostenuto che le sue affermazioni sono state prese troppo alla lettera ed in una sua dichiarazione in Consiglio Regionale si è scusato con quanti, al di là della sua volontà, si sono sentiti offesi dal tono e dal contenuto delle sue parole. «Da tempo conoscete la mia foga verbale che mi porta, assai spesso, ad esprimermi per paradossi ed iperboli, anche se, allo stesso modo, conoscete l'assoluta mitezza dei miei comportamenti personali». E ha aggiunto: «Le mie parole erano nelle mie intenzioni tanto esagerate quanto – proprio per questo – non suscettibili di essere letteralmente interpretate». Ha ulteriormente precisato il suo punto di vista in un'intervista al giornale gay Babilonia.

## Procedimenti giudiziari

### Patteggiamento per corruzione e turbativa d'asta
Il 16 dicembre 2009 viene arrestato dalla Guardia di Finanza con l'accusa di corruzione e turbativa d'asta per appalti sulla pubblicità televisiva della regione Lombardia, in qualità di assessore regionale allo Sport, ai Giovani e al Turismo.
Secondo l'accusa, Prosperini avrebbe incassato una tangente da 230 000 euro su un appalto da 7,5 milioni di euro, per promuovere in tv il turismo in Lombardia tra il 2008 e il 2010.
Secondo la ricostruzione dell'accusa, Prosperini, (che sarebbe stato chiamato il boss dai suoi accoliti), avrebbe ricevuto tali soldi tramite un meccanismo di sovrafatturazione in relazione a programmi televisivi a cui partecipava per attività istituzionale. Nella ricostruzione, Prosperini «aveva maturato con l'emittente televisiva locale Telelombardia un debito (non riconducibile alla Regione) di circa 100mila euro e l'espediente che veniva escogitato da Massimo Saini, in concorso con il direttore vicario dell'assessorato al Turismo Roberto Lambicchi, sarebbe stato quello di affidare a Telelombardia l'incarico di pubblicizzare la fiera BIT 2008 con alcuni spot e uno speciale il cui costo complessivo, ammontante a 152mila euro, sarebbe stato gonfiato al fine di comprendere anche il debito pregresso dell'assessore». Una vicenda simile avrebbe coinvolto Telecity «nei cui confronti Prosperini vantava altro debito personale di circa 100mila euro»; sarebbe quindi «emerso che in favore di tale emittente era stata commissionata una serie di 30 trasmissioni telematiche, della durata di 24 minuti ciascuna, che venivano messe in onda nel 2008: il costo stanziato per tale iniziativa, pari a circa 240mila euro per tutto il 2008, è risultato anch'esso appositamente gonfiato, in maniera tale da ricomprendere anche il pregresso debito personale dell'assessore».
Durante il primo interrogatorio tuttavia Prosperini ha respinto tutte le accuse di corruzione e turbativa d'asta, spiegando che i 230 000 euro avevano una causale diversa da quella prospettata dall'accusa
Il 12 marzo 2010 Prosperini, tramite i suoi legali, ha avanzato una richiesta di patteggiamento a 3 anni e 5 mesi di pena, più 1500 euro di multa. Nelle settimane precedenti Prosperini aveva subito un sequestro pari a 430.000 euro..

### Condanna per traffico d'armi verso l'Eritrea
Il 16 marzo 2010 La Repubblica rende note le nuove accuse che sarebbero rivolte a Prosperini da parte della procura di Milano. Secondo la procura, Prosperini gestisce un traffico di armi e munizioni in Eritrea, dove rifornisce il regime del dittatore eritreo Isaias Afewerki, eludendo i controlli internazionali e gli embarghi e garantendo all'Assessore un'entrata illecita semestrale; il ruolo di Prosperini emerge da un'intercettazione telefonica.. Il 14 aprile 2015 viene condannato per questa vicenda a quattro anni di reclusione e all'interdizione dai pubblici uffici per tre anni.